# TUIfly
TUIfly — немецкая авиакомпания, принадлежащая туристическому концерну TUI AG. Третья по величине авиакомпания Германии. Базируется в аэропорту Ганновер-Лангенхаген. Авиакомпания осуществляет как чартерные, так и регулярные перевозки.

## История
Авиакомпания была образована в 2007 году в результате слияния и реструктуризации авиакомпаний Hapag-Lloyd Flug и Hapag Lloyd Express.

## Флот
По состоянию на июль 2022 года флот компании включает в себя 22 самолёта:

## Направления
Выполняет рейсы в 197 аэропортов 49 стран Европы, Азии, Африки и Северной Америки.
В Россию — выполнялись рейсы в Москву-Внуково, Москву-Домодедово, Санкт-Петербург (Пулково).